# Flora Shaw
Pour les articles homonymes, voir Shaw.
Flora Louisa Shaw (1852-1929) est une journaliste spécialisée, dès avant son mariage, dans les affaires coloniales au quotidien britannique The Times. Elle fut l'épouse de l'administrateur colonial Frederick Lugard à partir de 1902. 
Elle débuta dans ce journal dès 1890. La qualité de ses chroniques sur le monde colonial britannique lui permit de devenir, dès 1893, la première femme à intégrer le comité éditorial du quotidien de référence, en tant que colonial editor.  
Son époux Frederick Lugard, haut commissaire du protectorat du Nigeria septentrional (Protectorate of Northern Nigeria) au moment de leur mariage et théoricien du « gouvernement indirect » (Indirect rule) en matière coloniale, ne fut pas sans bénéficier de la position de sa femme : elle contribua à son influence sur la politique coloniale britannique et à sa célébrité ultérieure dans les milieux de l'administration coloniale.